# ルミネtheよしもと
ルミネtheよしもと（ルミネザよしもと）は、吉本興業が運営するお笑い専門の劇場。東京都新宿区のJR新宿駅に隣接する商業ビル「LUMINE2」の7階にある。通称は「ルミネ」。

## 歴史
開館以前はルミネホール「ACT」（アクト）という名の貸ホールであった。2001年4月に、吉本興業の東京拠点として開館。458の客席を備え、同社の劇場としては中規模の部類に入る。客席数は大阪のなんばグランド花月の半数程度で、よしもと祇園花月より数十席少ない。
同社が1990年代に設立した「銀座7丁目劇場」「渋谷公園通り劇場」は若手芸人のファン層である若い女性が主な客層であったが、ルミネtheよしもとは幅広い年齢層の観客獲得に力を入れた（新喜劇の上演・休日昼間の公演など）。
劇場の前には物販スペース「よしもとエンタメショップ（旧：よしもとテレビ通り）」あり、吉本芸人のオリジナルグッズやテレビ番組の関連グッズなどを販売している。グッズは地方からの団体客などを意識した商品も多い。
日本テレビとの共同キャンペーン「Laugh&Peace」の発表会見、遠藤章造と千秋の結婚会見、2008年5月26日には7周年キャンペーン記者会見が行われた。
2008年7月1日より、これまでの通常3公演から、最大6公演となる。
2010年11月1日より、90分ネタのみのレギュラーライブ「新宿夜寄席LUMI☆NETA 90」が開始。
インターネットも活用しており、2003年3月までは若手芸人が出演するライブをストリーミング生配信、2010年9月30日に行われたYTA Twit Liveの模様をUstreamで配信。2010年10月から2012年5月まで、劇場の楽屋より毎日Ustreamでの生配信番組『ルミネtheよしもと なう。』を配信していた。
2018年7月18日放送の『ナカイの窓』（日本テレビ系）で、中居正広と広瀬アリスがルミネtheよしもとの舞台にサプライズ出演し、ハイキングウォーキングと共に彼らのネタ「スーパーイリュージョン」に挑戦した。客にファミリー層が多いこともあり、演者には下ネタは軽いものでも一切禁止されている。

## 公演形態
お笑いコンビ、お笑い芸人の漫才・コントなどのネタを中心に、様々な組み合わせのユニットコント「SPコント」や、土日祝日には「SPコメディ（スペシャルコメディ）」を上演。

### 過去の公演形態
- 1回目、2回目、3回目 - 1回目（旧・1じ3じ）：12:00 - 14:00、2回目（旧・4じ6じ）：15:00 - 17:00、3回目（旧・7じ9じ）：19:00 - 21:00。ただし、3回目は平日のみ。前半は芸人のネタ見せである「ネタ」、後半は「吉本新喜劇」「スペシャルコント」「ルミネtheよしもとプロデュース公演」など日替わり公演となる。また、日によっては「ネタバラエティ」と題し、ネタ見せのみで2時間の公演となる場合もあった。
- 新宿夜寄席LUMI☆NETA90 - 2010年11月1日から開始となるレギュラーライブ。主に平日の19時より公演。漫才やコントのいわゆるネタのみのライブで、90分公演。前売・当日ともに料金3000円。公演終了後に出演者全員が舞台上に集合し、エンディングトーク並びに写真撮影タイムが設けられていた。※スケジュールにより参加できないタレントがいる場合がある。
- YOSHIMOTOライブスペシャル - 土・日・祝日・（平日に公演する場合も有）：19時開演 21時終演。タレントプロデュースによるイベントやゲーム、「大喜利」「トーク」「ネタ」などのスペシャルライブ。定期的に行われる公演としては、千原兄弟MCの「べしゃり部」、千原ジュニアMCの「芸人定食」、ライセンス単独ライブの「ENJOY」、2丁拳銃単独ライブの「GU」などがある。また、毎年のM-1グランプリ（かつては準決勝で、2019年では3回戦で）、R-1ぐらんぷり（かつては準決勝で、2019年では準々決勝で）、及び女芸人No.1決定戦 THE W（準決勝）もここで開催されていた。
- 業界イチの青田買い  - 不定期開催（月に3 - 4回程度）：開演10:00 - 11:00、DVD収録日9:30 - 11:00。若手芸人主体のモーニングライブ。
- ワンコインライブ  - 平日：17:45 - 18:15。30分に凝縮された若手のネタ・企画中心のライブ。前売券、当日券共にワンコインの500円。
- プライムライブ - 不定期開催：開演22:00 - 23:00。芸人発信の1時間の企画ライブ。
- オールナイトライブ - 春夏冬休み期間中 金曜日開催：開演24:30 - 29:00。

- 2008年6月30日までの公演形態
- 7じ9じ - 平日の夜7時 - 9時に行われていた。土日・祝祭日には「1じ3じ」「4じ6じ」の2回公演となる。2006年1月からは平日も昼公演を開始した。通常はネタと新喜劇の2本立てだが、ネタのみで120分の場合もあった。
  - ネタ - テレビで活躍するクラスの人気お笑い芸人が出演。特にロンドンブーツ1号2号・雨上がり決死隊・ココリコなどのネタはルミネ以外では滅多に見ることができなかった。
  - 新喜劇 - NGKの舞台経験者を座長に据えたルミネオリジナル新喜劇の公演。山田花子や島田珠代などはルミネの開業に合わせて東京に拠点を移した。2006年からはこれまでのルミネ新喜劇に加えて、毎月数日連続でNGK新喜劇メンバーによる本場吉本新喜劇の公演を開始、2007年にはNGK組、ルミネ組合同の東西交流スペシャルも公演していた。
- YOSHIMOTOライブ - 若手芸人の発掘を目的としたネタバトルなどで構成。平日の夕方に行われていた。かつては「5じ6じ」という名称で、ロバート・インパルス・森三中・三瓶などを送り出した。
- このほか若手芸人の単独公演も頻繁に行われているが、人気芸人のライブはより大規模な他の会場で行われる場合が多い。
- 「おでかけルミネtheよしもと」という地方公演を各地で不定期に開催している。
- 売れっ子芸人である場合にはここで披露したネタをエンタの神様などのテレビ番組で使いまわす場合も多い。

## ネタで出演している主な芸人
- 中田カウス
- ザ・ぼんち
- 西川のりお・上方よしお
- オール阪神・巨人
- 村上ショージ
- 木村祐一
- ショウショウ
- 月亭方正
- はりけ〜んず
- 博多華丸・大吉
- 矢野・兵動
- 中川家
- 陣内智則
- COWCOW
- 2丁拳銃
- ペナルティ
- テンダラー
- サバンナ
- ブラックマヨネーズ
- チュートリアル
- 次長課長
- 野性爆弾
- シャンプーハット
- ダイノジ
- タカアンドトシ
- フットボールアワー
- パンクブーブー
- 笑い飯
- ライセンス
- ロザン
- ザ・プラン9
- 佐久間一行
- あべこうじ
- くまだまさし
- ハイキングウォーキング
- レイザーラモン
- バッドボーイズ
- ザ・パンチ
- トータルテンボス
- 麒麟
- 千鳥
- レギュラー
- とろサーモン
- 南海キャンディーズ
- NON STYLE
- ダイアン
- スーパーマラドーナ
- 5GAP
- ギャロップ
- チーモンチョーチュウ
- とにかく明るい安村
- おいでやす小田
- もう中学生
- こがけん
- ジャルジャル
- 銀シャリ
- もりやすバンバンビガロ
- 兼光タカシ
- ヒューマン中村
- ジョイマン
- スリムクラブ
- アキナ
- かまいたち
- 藤崎マーケット
- アインシュタイン
- バイク川崎バイク
- しずる
- サルゴリラ
- 囲碁将棋
- ライス
- ミルクボーイ
- ガクテンソク
- トット
- Dr.ハインリッヒ
- トレンディエンジェル
- フルーツポンチ
- インポッシブル
- うるとらブギーズ
- すゑひろがりず
- ななまがり
- パンサー
- チョコレートプラネット
- シソンヌ
- 見取り図
- 吉田たち
- 金属バット
- ヘンダーソン
- ジャングルポケット
- ジェラードン
- シシガシラ
- マヂカルラブリー
- ツートライブ
- 相席スタート
- ちょんまげラーメン
- ロングコートダディ
- ダイタク
- ネルソンズ
- カゲヤマ
- スパイク
- 横澤夏子
- おかずクラブ
- ニューヨーク
- 黒帯
- ニッポンの社長
- 霜降り明星
- コロコロチキチキペッパーズ
- ビスケットブラザーズ
- 男性ブランコ
- ZAZY
- kento fukaya
- マユリカ
- やさしいズ
- ゆにばーす
- ケビンス
- 滝音
- ミキ
- さや香
- 蛙亭
- 華山
- コットン
- 空気階段
- オズワルド
- ゆりやんレトリィバァ
- からし蓮根
- 田津原理音
- ラニーノーズ
- 紅しょうが
- そいつどいつ
- EXIT
- オダウエダ
- ダブルヒガシ
- バッテリィズ
- カベポスター
- ドーナツ・ピーナツ
- ぼる塾
- ナイチンゲールダンス
- 天才ピアニスト
- エバース
- エルフ
- ヨネダ2000
- 清川雄司
- 金魚番長

吉本興業大阪本社に所属する芸人の出演も多い。また、吉本所属以外の芸人も登場することがある（過去のゲスト出演者:笑福亭鶴瓶、関根勤、小堺一機、ダンディ坂野、バナナマン、おぎやはぎ、バカリズム、劇団ひとり、東京03、オードリー、アンタッチャブル、ずん、ナイツ、TIM、ハリウッドザコシショウ、サンドウィッチマン、スピードワゴン、バイきんぐ、エレキコミック、三拍子、ダチョウ倶楽部、三四郎 ほか）

## ルミネtheよしもと新喜劇（現：SPコメディ）
本家・大阪の吉本新喜劇に比べて若手のメンバーで構成されている。なお、大阪NGKと違い「新喜劇団員」やベテランはおらず、座長それぞれが班を組み、各班に提供されたストーリーを2〜3ヶ月間上演している。板尾創路による舞台は「ルミネtheよしもとプロデュース公演」と呼ばれ、新喜劇とは趣の異なる内容である。

### 主な出演者
- NGK新喜劇経験者
  - 今田耕司 - 座長
  - ほんこん - 座長
  - 板尾創路 - 座長（ルミネtheよしもとプロデュース公演）
  - 木村祐一 - 座長
  - 東野幸治 - 座長
  - 石田靖 - 座長
  - リットン調査団
  - 大山英雄（2013年まではルミネで座長もしていたが、新喜劇の縮小に伴い大山班は無くなった）
  - 国崎恵美（2009年4月、NGKから移籍）

- その他
  - 雨上がり決死隊
  - 月亭方正（山崎邦正）
  - 星田英利（ほっしゃん。)
  - 宮川大輔
  - 水玉れっぷう隊ケン
  - 矢部太郎（カラテカ）
  - 田村亮（ロンドンブーツ1号2号）
  - 遠藤章造（ココリコ）
  - 山本圭壱（極楽とんぼ）
  - 福田充徳（チュートリアル）
  - 次長課長
  - 森三中
  - 間寛平
  - ジミー大西
  - 三瓶
  - カートヤング
  - シベリア文太 - 大阪時代、やめよっカナ!?キャンペーン以前の旧体制時代の新喜劇メンバーでもあった。
  - 山田花子
  - 島田珠代
  - 本田みずほ
  - 中野公美子 - 元大阪パフォーマンスドール
  - たくませいこ
  - 原万紀子
  - 浜田翔子
  - 上床美智子
  - 赤松新
  - 遠藤かおる
  - 河野ヒロアキ
  - 北条ふとし

## 吉本新喜劇
2018年1月10日から、NGK新喜劇メンバーに東京所属の芸人を加えての作品も再度上演される予定である。

### 出演者
- 辻本茂雄-座長
- 川畑泰史-座長
- 平山昌雄
- 伊賀健二
- アキ（水玉れっぷう隊）

他多数。

## ひかりTV4K Presents ルミネ the よしもと お笑いライブ
2015年12月12日から毎週土曜日と日曜日にひかりTVの「ひかりTVチャンネル4K」でお笑いライブの模様が生中継で放送されている。4K画質放送。
見逃し配信は「大阪チャンネル」でも視聴可。